# پاسیلای غربی
پاسیلای غربی (به فنلاندی: Länsi-Pasila) یک منطقهٔ مسکونی در فنلاند است که در هلسینکی واقع شده‌است. پاسیلای غربی ۱٫۱۵ کیلومتر مربع مساحت و ۴٬۳۰۸ نفر جمعیت دارد.